# اورنگ‌زیب (فیلم)
«اورنگ‌زیب» (انگلیسی: Aurangzeb (film)) یک فیلم
Prithviraj Sukumaran است که در سال ۲۰۱۳ منتشر شد. از بازیگران آن می‌توان به آرجون کاپور و ریشی کاپور اشاره کرد.